# Szerszenie
Szerszenie – wieś w Polsce położona w województwie podlaskim, w powiecie siemiatyckim, w gminie Siemiatycze.
Wieś posiadała w 1673 roku wojewodzina wileńska Anna Barbara Sapieżyna, leżała w ziemi drohickiej województwa podlaskiego w 1795 roku. W latach 1921–1934 wieś należała do gminy Radziwiłłówka.
W latach 1975–1998 miejscowość administracyjnie należała do województwa białostockiego.
Według Powszechnego Spisu Ludności z 1921 roku wieś zamieszkiwały 123 osoby, wśród których 12 było wyznania rzymskokatolickiego, 106 prawosławnego, 1 greckokatolickiego, a 4 mojżeszowego. Jednocześnie wszyscy mieszkańcy zadeklarowali polską przynależność narodową. Było tu 23 budynki mieszkalne.
Wierni kościoła rzymskokatolickiego należą do parafii św. Apostołów Piotra i Pawła w Siemiatyczach Stacji.